# 1946
1946 (MCMXLVI) var ett normalår som började en tisdag i den gregorianska kalendern.

## Händelser

### Januari

Folkrepubliken Albanien utropas.

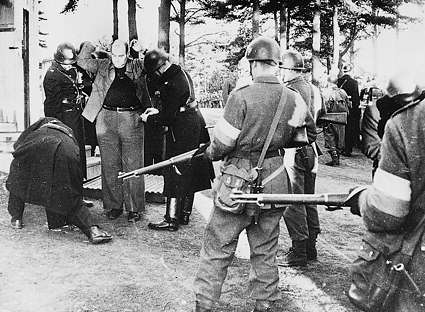
Baltutlämningen

- 1 januari – Nynäshamns köping och Lycksele köping blir städer.
- 5 januari – Kina erkänner Mongoliet.[1]
- 10 januari – FN:s första generalförsamling hålls i London [2].
- 11 januari – Enver Hoxha utropar folkrepubliken Albanien med sig själv som diktator.
- 12 januari – En svensk politisk skolkommission tillsätts.
- 13 januari – Storbritanniens regering beslutar att 10 500 judar i månaden skall få invandra till Palestina [3].
- 17 januari – FN:s säkerhetsråd har sitt första möte.
- 20 januari – Frankrikes president Charles de Gaulle avgår från sin post.
- 25 januari – Sverige lämnar ut 146 av 167 balter (främst letter) som 1944 har flytt till Sverige i tysk uniform, samt 227 tyskar, till Sovjetunionen.[4] En stark opinion, som hävdar att balterna har tvångsrekryterats av tyskarna, försöker in i det sista stoppa utlämningen.[5] Däremot sker inga protester mot utlämnandet av tyskarna.
- Januari – Svenska Europahjälpen börjar sin verksamhet.

### Februari
- 1 februari – Vid FN:s sammanträde i London väljs 50-årige norske politikern Trygve Lie till  organisationens förste generalsekreterare.[6]
- 9 februari – Radioprogrammet Frukostklubben med Sigge Fürst sänds för första gången i svensk radio.[7]
- 19 februari – Prins Carl Johan Bernadotte gifter sig med journalisten Kerstin Wijkmark och mister prinstiteln och arvsrätten till tronen [8].
- 21 februari – Under krigsansvarighetsprocessen i Helsingfors döms presidenten Risto Ryti till 10 års tukthus, och sju andra ledande politiker får kortare fängelsestraff [6].
- 24 februari – Juan Perón väljs till Argentinas president [6].
- 25 februari
  - Den svenska skådespelaren Viveca Lindfors skriver i Stockholm kontrakt med det amerikanska filmbolaget Warner Brothers [6].
  - Ingmar Bergman debuterar som filmregissör med filmen Kris [7].

### Mars

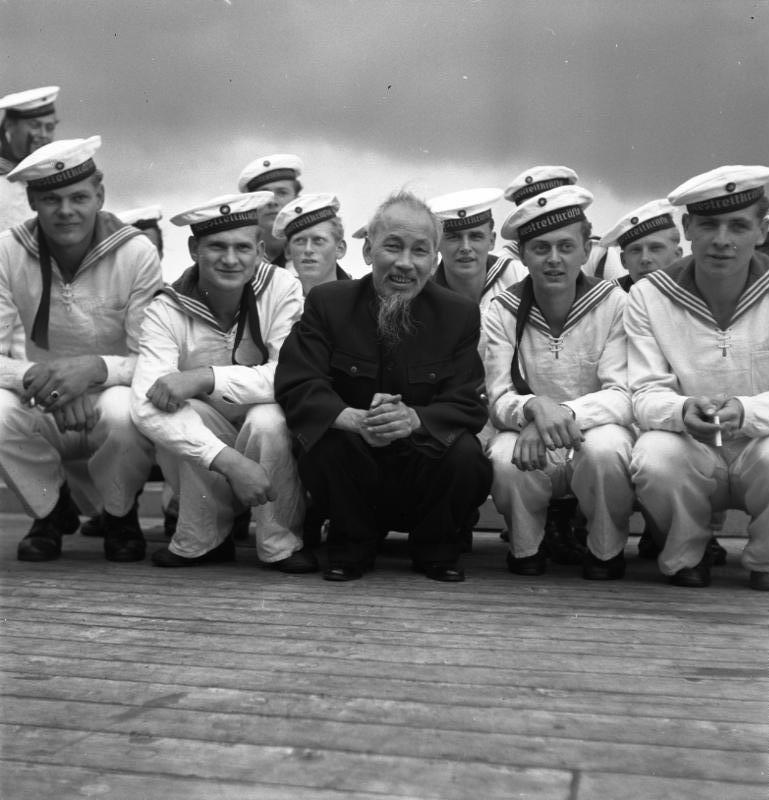
Ho Chi Minh, Vietnams president.

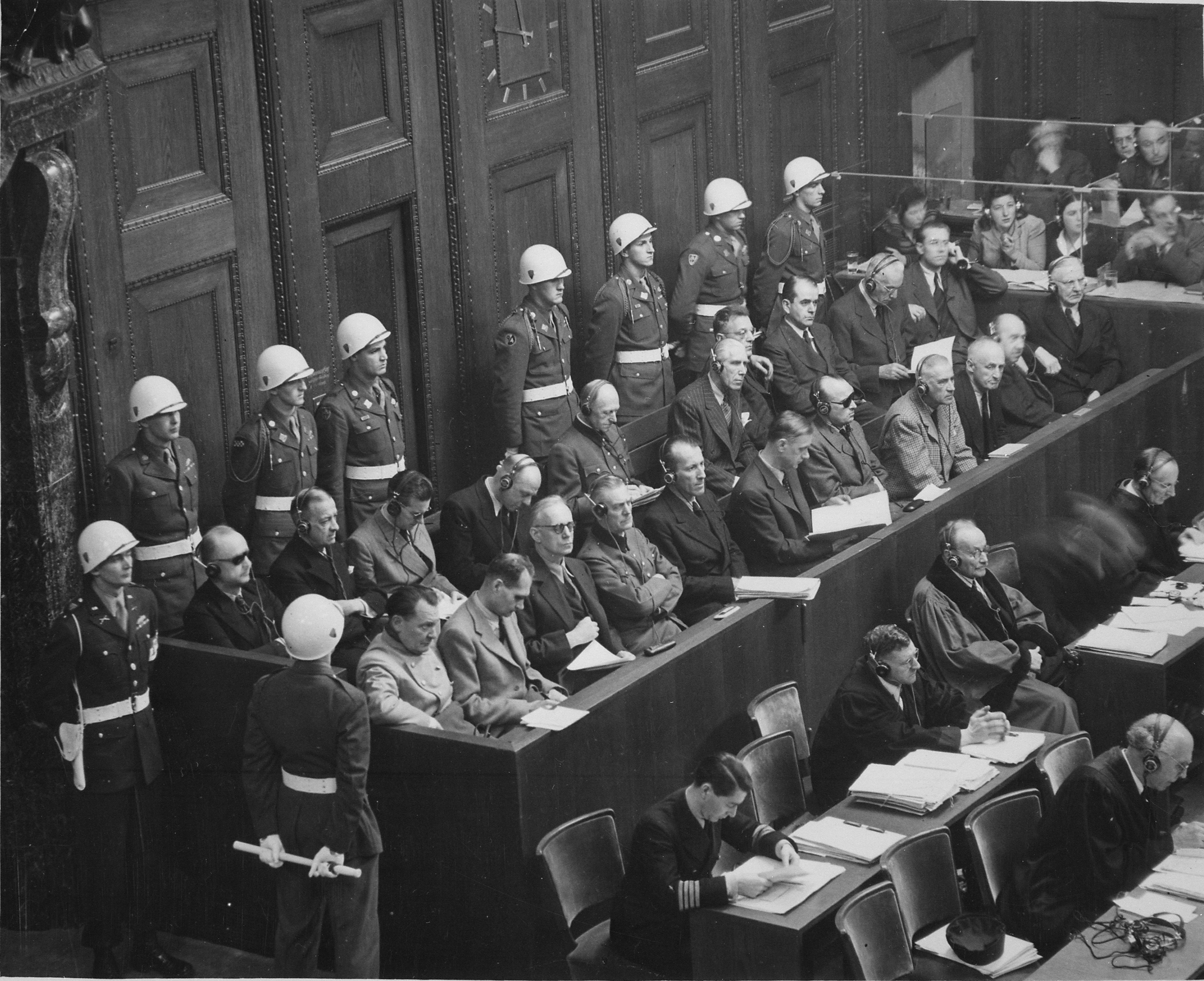
Nürnbergprocessen inleds.

- 2 mars – Ho Chi Minh väljs till president i Nordvietnam.
- 5 mars – I ett tal i Fulton, Missouri myntar Winston Churchill uttrycket "Järnridån" om gränsen mellan Väst- och Östeuropa.
- 6 mars
  - Japan får en ny konstitution [2].
  - Frankrike erkänner Vietnam som en demokratisk republik.
- 7 mars – Hela befolkningen på Bikiniatollen evakueras till Rongrikatollen inför USA:s planerade kärnvapenprov på atollen.
- 13 mars – Nürnbergprocessen inleds [2].
- 16 mars – De sovjetiska soldaterna börjar lämna Bornholm [9]
- 17 mars – De svenska världsrekordlöparna Gunder Hägg, Henry Kälarne och Arne Andersson diskvalificeras på livstid för att ha mottagit ersättning vid tävlingar, vilket strider mot amatörbestämmelserna [6].
- 22 mars – Storbritannien ger Transjordanien självständighet.[10]

### April
- 1 april – En 14 m hög tsunami väller in över Hilo, Hawaii. 173 människor omkommer och tusentals skadas.
- 10 april – Kvinnor får för första gången delta i ett japanskt parlamentsval.
- 17 april – Frankrike erkänner Syriens oberoende [11].
- 18 april
  - NF upplöses vid ett sista sammanträde i Genève och överför sina uppgifter på FN [6].
  - Svenska konsthartsföreningen bildas för att utnyttja det nya materialet plast [12].
  - Den tyska tidningen Märkische Allgemeine grundas under namnet Märkische Volksstimme i den sovjetiska ockupationszonen.
- 28 april – Pestalozzis barnby (Kinderdorf Pestalozzi) grundas i Trogen i Schweiz för att ta emot och utbilda föräldralösa barn från andra världskriget enligt Johann Heinrich Pestalozzis principer.[13]
- 30 april – Carl XVI Gustaf föds.

### Maj
- 3 maj – Den svenska riksdagen beslutar om gratis undervisningsmateriel i folkskolan [12].
- 4 maj – En ny svensk lag medger abort på socialmedicinska grunder [12].
- 7 maj – Företaget Sony grundas i Tokyo.
- 20 maj – Storbritanniens underhus beslutar att förstatliga gruvorna [2].
- 22 maj – 13 personer, inklusive konstnären Isaac Grünewald, omkommer då ett Junkers störtar strax efter starten från Fornebu flygplats i Oslo.[14]
- 28 maj – Storbritanniens underhus beslutar att förstatliga järn- och stålindustrin [2].

### Juni

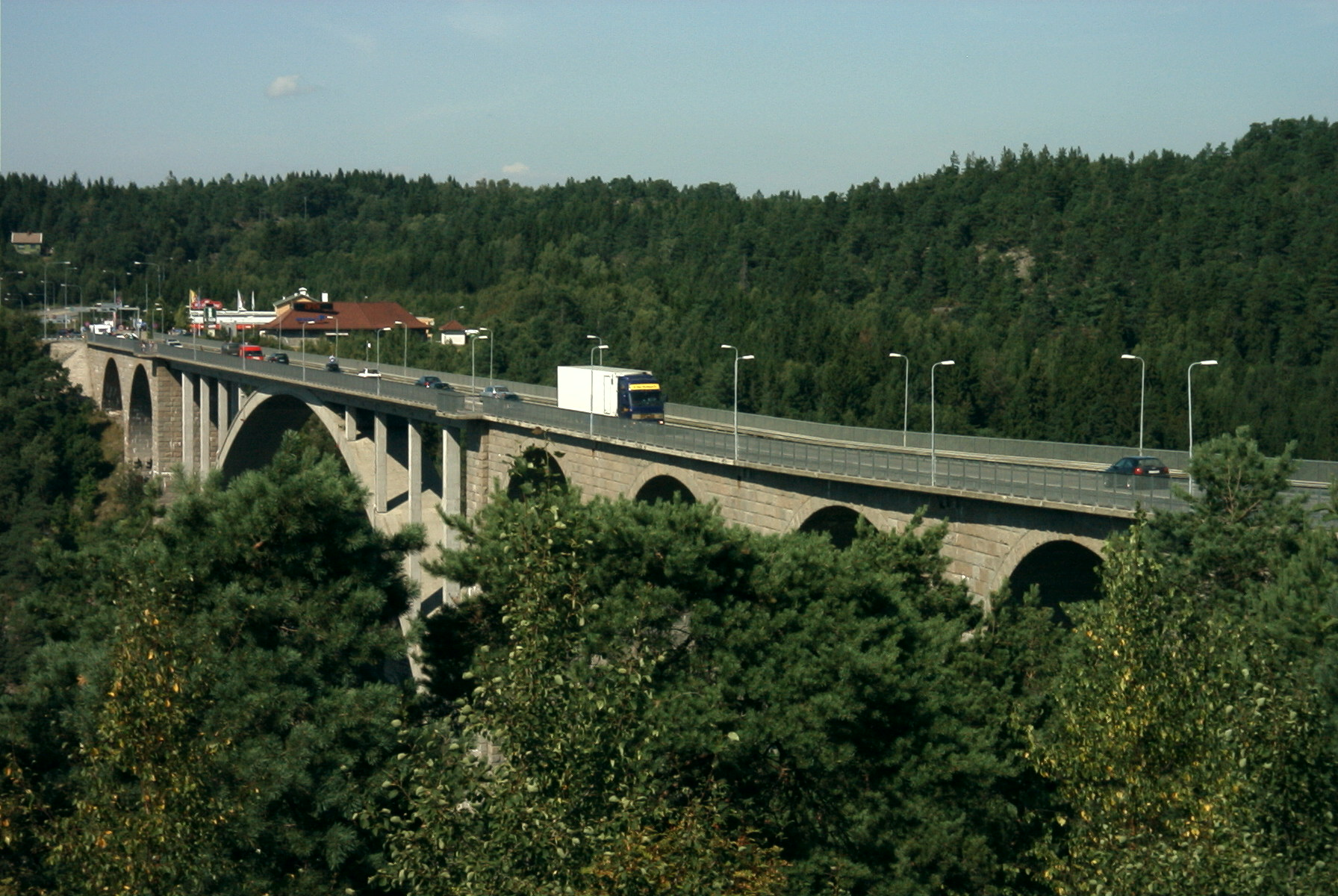
Gamla Svinesundsbron mellan Sverige och Norge öppnas.

- 1 juni – Professor Herbert Tingsten utnämns till chefredaktör vid DN [7].
- 2 juni– Italien blir republik efter en folkomröstning [2] där kvinnor för första gången får delta.
- 12 juni – Sveriges riksdag beslutar införa fri skollunch i Sverige [12].
- 15 juni – Svinesundsbron mellan Sverige och Norge invigs [8].
- 20 juni – Den svenska folkpensionen höjs och behovsprövningen avskaffas [3].
- 29 juni – Den svenska riksdagen anslår två miljoner kronor till forskning om atomenergi [12].
- 30 juni – Vid Bikiniatollen inleder USA sitt nukleära provsprängningsprogram [6].

### Juli
- 4 juli – Filippinerna blir självständigt från amerikanskt styre
- 5 juli – Bikinibaddräkten presenteras i Paris.
- 21 juli – 91 personer dödas då brittiska militärhögkvarteret i Jerusalem sprängs av den sionistiska gruppen Lehi [8].
- 31 juli – Scandinavian Airlines System (SAS) bildas genom sammanslagning av olika flygbolag i de nordiska länderna [12].

### Augusti

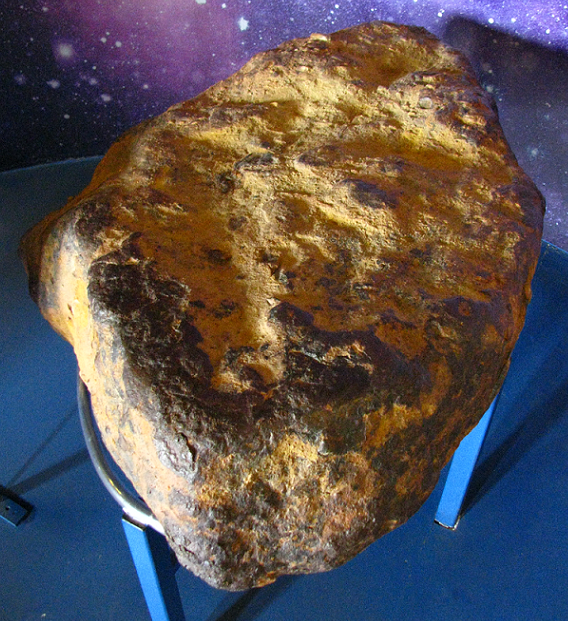
Muonionalustameteoriterna hittas, ett av få upptäckta meteoritnedslag i Sverige

- 10 augusti – Edvard Persson går ombord på båten S/S Drottningholm för sin USA-turné [15].
- 15 augusti – Muonionalusta II meteoriten hittas, ett av få upptäckta meteoritnedslag i Sverige
- 20 augusti – Jussi Björling gör debut på operan La Scala i Milano som hertigen i Verdis "Rigoletto" och får lysande kritik [6].
- 23 augusti – Delstaten Nordrhein-Westfalen grundas i ockuperade Tyskland genom sammanslagning av Nordrhein och Westfalen.[16]
- 26 augusti – Engelska ersätter tyska som andraspråk i realskolan [12] och flickskolan i Sverige [17].
- 29 augusti – Sverige blir medlem av FN [7].

### September

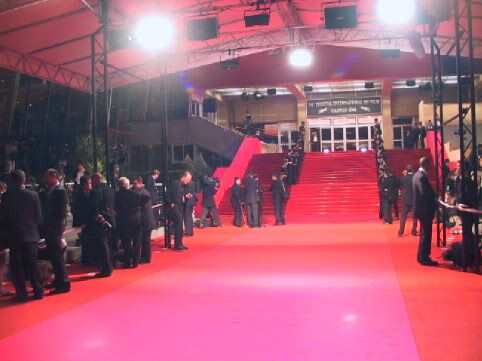
Första internationella filmfestivalen i Cannes startar.

- 9 september – Svenska Amerika Liniens Stockholm sjösätts vid Götaverken, det största fartyg som någonsin byggts i Norden [12].
- 17 september – SAS börjar med långflygningar över Atlanten.
- 20 september – Första internationella filmfestivalen i Cannes startar [6].
- 28 september – Kung Gustaf V hetsar sin chaufför, som råkar köra av vägen i en kurva på gamla Södertäljevägen. Härav får kurvan snart namnet Kungens kurva.

### Oktober
- 1 oktober
  - Nürnbergprocessen avslutas och domar avkunnas: tolv nazistledare döms till döden [6], sju till fängelse och tre frikänns.
  - Organisationen Mensa bildas.
  - Varmvattnet blir åter fritt i svenska hyreshus [12].
- 3 oktober – FN:s generalförsamling möts i New York.
- 5 oktober – Ett svensk-ryskt handels- och kreditavtal undertecknas i Moskva.
- 6 oktober – Sveriges statsminister Per Albin Hansson dör genom slaganfall, omkring 01:30, sedan han stigit av spårvagnen i Ålsten.
- 9 oktober
  - Sveriges ecklesiastikminister Tage Erlander blir socialdemokraternas nye partiordförande [18].
  - Birgit Nilsson debuterar på operan i Friskytten [12] då hon är stipendiat [8], och förutspås av kritikerna få en strålande framtid som sångerska.
- 11 oktober
  - Sveriges 45 år gamle ecklesiastikminister Tage Erlander blir svensk statsminister [6]. Han är då relativt okänd [7].
  - Svenska fartyget Kristina Thordén (6000 ton) drabbas av eldsvåda på Atlanten.
- 13 oktober – Frankrike folkomröstar om ny författning, majoriteten är för.
- 16 oktober – De som dömts till döden under Nürnbergprocessen avrättas (se vilka under Avlidna).
- 19 oktober – FN i New York välkomnar Sverige som ny medlem [6].
- 23 oktober
  - EM i fribrottning hålls i Stockholm.
  - Franska trupper bombar Haipong och dödar omkring 20 000 personer. Det franska Indokinakriget startar.

### November
- 4 november – Unescos verksamhet påbörjas [2].
- 9 november – Sverige väljs in i Förenta Nationerna.
- 13 november – Den svenska regeringen godkänner ett handels- och kreditavtal med Sovjetunionen, som får en miljard kronor i kredit på fem år. Detta avtal samt avtalet med Polen 1945 benämns "ryssavtal" och väcker stark kritik, vilket leder till att handelsminister Gunnar Myrdal tvingas avgå 1947.
- 19 november – Sverige blir medlem i FN [12].
- 20 november – En stor kolstrejk utbryter i USA och avbryts 7 december.
- 21 november – Strömbron i Stockholm invigs efter ombyggnad.
- 23 november – Haiphong i Franska Indokina bombarderas av franska flottan med många dödsoffer. Ho Chi Minh förklarar krig [8].
- November – Vänliga veckan firas första gången på initiativ av Harry Lindquist.

### December
- 5 december – FN beslutar att basera sig permanent i New York [2].
- 9 december – Delstaten Niedersachsen grundas i ockuperade Tyskland genom sammanslagning av Braunschweig, Oldenburg och Hannover.[19]
- 12 december – Léon Blum blir fransk konseljpresident.
- 17 december – Gasransoneringen upphävs.
- 18 december – Den svenska riksdagen fattar beslut om obligatorisk sjukförsäkring innebärande fri sjukhusvård åt alla. Reformen genomförs dock inte förrän 1955 [12], men är först tänkt att börja gälla 1 januari 1950 [3].
- 19 december – Strider utbryter i Franska Indokina mellan Ho Chi-minhs nationella befrielserörelse och franska kolonialtrupper [6].
- 20 december
  - Erik Swartling utnämns till generaldirektör för postverket.
  - Franska trupper ockuperar Vietnams huvudstad Hanoi. Ho Chi Minh uppmanar till motstånd mot fransmännen.
- 21 december – En flodvåg drabbar 500 kilometer av Japans kust, däribland ön Shikoku, efter en stor jordbävning (japanska 南海地震), som når 8,0 på richterskalan.
- 28 december – Järnverket i Vikmanshyttan jubilerar och delar ut 250.000 kronor till sina anställda.
- 30 december
  - Klockorna i Gamla Stan är första svenska spelfilmen i färg. Premiär på Saga i Stockholm. [20].
  - FN:s atomkraftskommission (IAEA) antar en plan för kontroll av atomkraften (kärnkraft).
- 31 december
  - Sabbatssabotören grips efter åtta bombattentat i Stockholm under hösten och vintern [8].
  - Vid nyårsfirandet på Skansen läses Nyårsklockan av författaren Rune Lindström, medan en bandad upptagning av Anders de Wahl sänds i radio.

### Okänt datum
- USA skickar soldater till Trieste då Jugoslavien skjutit ner ett av den amerikanska arméns obeväpnade transportflygplan över Juliska Venetien [21].
- FN:s narkotikakommission tillsätts, och ersätter NF:s opiumkommission [22].
- I Danmark beslutar Husassistenternas Fagforbund, som arbetar för att förbättra tjänsteflickornas arbetsförhållanden, att från 1 januari 1947 byta namn till Husligt Arbejderforbund efter beslut föregående år [23].
- Erich Honecker blir ledare för Freie Deutsche Jugend
- En parlamentarisk utvärdering av den svenska säkerhetstjänstens verksamhet resulterar i att den återförs till statspolisen.
- En beredning tillsätts för att utreda möjligheterna med arbetskraftsinvandring till Sverige.
- Ett nätverk av socialdemokratiska arbetsplatsombud bildas för att övervaka de svenska kommunisterna.
- Den svenska skatteutredningen föreslår sänkt inkomstskatt för låginkomsttagare, men höjd för höginkomsttagare. Bolagsskatten höjs och progressiv förmögenhetsskatt införs. Utredningen vill också införa kvarlåtenhetsskatt, vilket ger upphov till en hetsig debatt som sträcker sig till svenska andrakammarvalet 1947.
- Den svenska rösträttsåldern för landstingsval sänks till 21 år.
- Sveriges kommunistiska parti får för första gången delta på lika villkor i Sveriges Radios valdebatter och utfrågningar.
- LO och SAF sluter ett företagsnämndsavtal. Företagsnämnderna skall vara samrådsorgan mellan arbetsgivare och fackföreningarna, men ger inte arbetarna ökat inflytande.
- Herbert Tingsten blir chefredaktör för Dagens Nyheter.
- Den svenska militära underrättelseorganisationen C-byrån byter chef och ändrar namn till T-kontoret.
- Sveriges 22 första flygvärdinnor utexamineras.
- Professor Herbert Olivecrona introducerar lobotomi-operation mot ångest [12].
- Sabbatssabotören utför nio sprängningar på lördagskvällarna i Stockholm [12].
- Byråkratisk krångel-Sverige debatteras [12].
- Sverige antar en ny bostadspolitik som går ut på att "producera goda bostäder" [24].
- Sverige inför en pensionsreform [25].

## Födda

### Första kvartalet

#### Januari
- 1 januari
  - Carl B. Hamilton, svensk professor och folkpartistisk politiker, riksdagsledamot 1991–1993, 1994, 1997–1998, 2002–2014 och 2022–2023.
  - Roberto Rivelino, brasiliansk fotbollsspelare.
- 3 januari – John Paul Jones Led Zeppelins basist.
- 4 januari – Henric Holmberg, svensk skådespelare och manusförfattare.
- 5 januari – Diane Keaton, amerikansk skådespelare.
- 8 januari – Robbie Krieger, amerikansk musiker, gitarrist i The Doors.
- 14 januari – Harold Shipman, brittisk läkare och seriemördare. (död 2004)
- 16 januari – Kabir Bedi, indisk filmskådespelare.
- 19 januari – Dolly Parton, amerikansk countrysångerska och skådespelare.
- 20 januari
  - David Lynch, amerikansk filmregissör. (död 2025)
  - Ola Magnell, svensk sångare, låtskrivare och gitarrist. (död 2020)
- 23 januari – Arnoldo Alemán, president i Nicaragua 1997–2002.
- 28 januari – Tomas Pontén, svensk skådespelare. (död 2015)
- 31 januari – Dutch Ruppersberger, amerikansk demokratisk politiker, kongressledamot 2003–2025.

#### Februari
- 1 februari – Dennis Janebrink, svensk musiker, basist i Flamingokvintetten.
- 2 februari – Alpha Oumar Konaré, president i Mali 1992–2002.
- 3 februari – Claes Leo Lindwall, svensk journalist, skribent och webbdesigner.
- 6 februari – Claes af Geijerstam, svensk musiker, discjockey, kompositör och radioman.
- 12 februari
  - Rolf Sersam, svensk pianist och kompositör.
  - Rutger Gunnarsson, svensk basist och gitarrist. (död 2015)
- 13 februari – Richard Blumenthal, amerikansk demokratisk politiker.
- 14 februari – Gregory Hines, amerikansk skådespelare, sångare, koreograf och dansare. (död 2003)
- 16 februari – Ian Lavender, brittisk skådespelare. (död 2024)
- 17 februari – André Dussollier, fransk skådespelare.
- 19 februari – Carolyn Maloney, amerikansk demokratisk politiker, kongressledamot 1993–2023.
- 21 februari
  - Tyne Daly, amerikansk skådespelare.
  - Anthony Daniels, amerikansk skådespelare.
  - Alan Rickman, brittisk skådespelare. (död 2016)
- 24 februari – Calle Ballonka, svensk kändisfotograf och autografsamlare. (död 2000)
- 26 februari – Jean Todt, fransk stallchef, ordförande för FIA 2009–2021.
- 28 februari – Robin Cook, brittisk politiker, utrikesminister 1997–2001. (död 2005)

#### Mars
- 3 mars – Mike Wood, brittisk parlamentsledamot för Labour.
- 6 mars – David Gilmour, brittisk musiker, gitarrist och sångare i Pink Floyd.
- 7 mars – Zsuzsa Koncz, ungersk sångerska.
- 11 mars – Bjarne Kirsebom, statstjänsteman med utbildnings- och forskningsfokus
- 12 mars – Liza Minnelli, amerikansk skådespelare och sångerska.
- 13 mars – Jonathan Netanyahu, israelisk militär. (död 1976)
- 14 mars
  - Álvaro Arzú, guatemalansk politiker, president 1996–2000. (död 2018)
  - Steve Kanaly, amerikansk skådespelare.
- 21 mars
  - Timothy Dalton, brittisk skådespelare.
  - Ray Dorset, brittisk sångare, kompositör, sångtextförfattare och musiker (gitarr), medlem i Mungo Jerry.
- 22 mars – Rudy Rucker, amerikansk datavetare och science fiction-författare.
- 24 mars – Rolf Holmgren, svensk skådespelare och manusförfattare.
- 28 mars – Alejandro Toledo, peruansk politiker, president 2001–2006.
- 30 mars – Puck Ahlsell, svensk skådespelare.
- 31 mars – Gunnar Ernblad, svensk skådespelare. (död 2021)

### Andra kvartalet

#### April
- 2 april – Sue Townsend, brittisk författare. (död 2014)
- 3 april – Hanna Suchocka, polsk politiker, premiärminister 1992–1993.
- 5 april – Björn Granath, svensk skådespelare. (död 2017)
- 6 april
  - Paul Beresford, brittisk parlamentsledamot för Conservative.
  - Viveca Dahlén, svensk skådespelare.
- 9 april – Michael Sloutsker, tjeckisk konstnär.
- 12 april – George Robertson, Natos generalsekreterare.
- 10 april – Mikael Wiehe, svensk musiker.
- 13 april – Al Green, amerikansk sångare.
- 15 april
  - Wayne Gilchrest, amerikansk republikansk politiker, kongressledamot 1991–2009.
  - Francisco Sardinha, chefsminister i Goa 1999-2000.
- 19 april – Tim Curry, brittisk skådespelare och sångare.
- 25 april
  - Talia Shire, amerikansk skådespelare.
  - Vladimir Zjirinovskij, rysk politiker, partiledare för Rysslands liberaldemokratiska parti. (död 2022)
- 26 april – Niki Tsongas, amerikansk demokratisk politiker, kongressledamot 2007–2019.
- 29 april
  - Rodney Frelinghuysen, amerikansk republikansk politiker.
  - Ajit Jogi, indisk politiker, chefsminister i Chhatisgarh 2000–2003. (död 2020)
- 30 april
  - Carl XVI Gustaf, kung av Sverige 1973–.
  - Bill Plympton, amerikansk animatör.
  - Sven Nordqvist, svensk arkitekt och författare.

#### Maj
- 2 maj
  - Lesley Gore, amerikansk sångare. (död 2015)
  - Ralf Gothóni, finländsk dirigent, kompositör och pianist.
- 4 maj – John Watson, brittisk racerförare.
- 6 maj
  - Henrik Lax, finländsk politiker (sfp).
  - Jim Ramstad, amerikansk republikansk politiker, kongressledamot 1991–2009. (död 2020)
- 7 maj – Jerry Nolan, amerikansk musiker, medlem i New York Dolls. (död 1992)
- 9 maj – Candice Bergen, amerikansk skådespelare och TV-personlighet.
- 10 maj
  - Donovan, brittisk musiker.
  - Knut Husebø, norsk skådespelare.
- 11 maj – Jonas Bergström, svensk skådespelare.
- 12 maj
  - Daniel Libeskind, amerikansk arkitekt.
  - Frank LoBiondo, amerikansk republikansk politiker, kongressledamot 1995–2019.
- 14 maj – Victoria Yagling, sovjetisk-finländsk cellist och kompositör. (död 2011)
- 15 maj
  - Cecilia Hagen, svensk journalist och författare.
  - Maj-Inger Klingvall, svensk socialdemokratisk politiker, konsultativt statsråd 1996–2001, ambassadör i Moçambique 2003–2007.
- 17 maj – Lars Wiik, svensk skådespelare.
- 18 maj – Reggie Jackson, amerikansk basebollspelare.
- 19 maj – Michele Placido, italiensk skådespelare och regissör.
- 20 maj – Cher, amerikansk sångare och skådespelare.
- 21 maj – Lakke Magnusson, svensk skådespelare. (död 2004)
- 22 maj – George Best, nordirländsk fotbollsspelare. (död 2005)
- 23 maj – Clemente Domínguez y Gómez, spansk motpåve. (död 2005)
- 24 maj – Thomas Nordahl, svensk fotbollsspelare och TV-programledare.
- 27 maj – Niels-Henning Ørsted Pedersen, dansk jazzbasist. (död 2005)

#### Juni
- 1 juni – Brian Cox, brittisk skådespelare.
- 2 juni
  - Lasse Hallström, svensk regissör.
  - Jurij Lederman, svensk skådespelare och teaterregissör.
  - Peter Sutcliffe, brittisk mördare. (död 2020)
- 5 juni
  - Abdul Ali Mazari, ledare för Hizb-i Wahdat-i Islami i Afghanistan. (död 1995)
  - Pelle Seth, svensk reklamtecknare, filmare, manusförfattare och regissör.
- 7 juni – Peter Tillberg, svensk målare. (död 2016)
- 9 juni – Marie-Louise von Bergmann-Winberg, svensk professor i statsvetenskap.
- 14 juni
  - Donald Trump, amerikansk affärsman, politiker, president.
  - Jörg Immendorff, tysk konstnär. (död 2007)
- 16 juni
  - Harriet Lindeman, åländsk politiker (frisinnad).
  - Jodi Rell, amerikansk republikansk politiker, guvernör i Connecticut 2004–2011. (död 2024)
- 17 juni
  - David Crausby, brittisk parlamentsledamot för Labour Party.
  - Ulf Dahlsten, svensk socialdemokratisk statssekreterare i statsrådsberedningen 1983–1986.
  - Basia Frydman, svensk skådespelare. (död 2016)
  - Marcy Kaptur, amerikansk demokratisk politiker, kongressledamot 1983–.
- 20 juni – Ahmed Benbitour, regeringschef i Algeriet.
- 22 juni – Thomas Roos, svensk skådespelare.
- 25 juni – Lennart Daléus, svensk politiker (centerpartist), partiledare 1998–2001.
- 29 juni – Per-Olof Stenblock, svensk konstnär med artistnamnet Marchéllo. (död 2022)
- 30 juni – Semion Mogilevich, ukrainsk förbrytare.

### Tredje kvartalet

#### Juli
- 1 juli
  - Stefan Aust, tysk journalist, chefredaktör för Der Spiegel 1994–2008.
  - Mireya Elisa Moscoso, president i Panama 1999–2004.
  - Erkki Tuomioja, finländsk socialdemokratisk riksdagsman, minister, politices doktor och docent i politisk historia vid Helsingfors universitet.
- 2 juli
  - Richard Axel, amerikansk nobelpristagare.
  - Ricky Bruch, svensk diskuskastare. (död 2011)
- 4 juli – Uroš Marović, jugoslavisk vattenpolospelare. (död 2014)
- 5 juli – Gerard 't Hooft, nederländsk fysiker, nobelpristagare.
- 6 juli
  - George W. Bush, amerikansk politiker, USA:s president 2001–2009.
  - Bo G. Andersson, svensk skådespelare.
  - Sylvester Stallone, amerikansk skådespelare.
- 7 juli
  - Joe Spano, amerikansk skådespelare.
  - Fancy, tysk musiker.
  - Åke Hansson, ordförande i Svenska cykelförbundet och revisor i RF.
- 10 juli – Sue Lyon, amerikansk skådespelare. (död 2019)
- 11 juli – Ed Markey, amerikansk demokratisk politiker.
- 13 juli – Cheech Marin, amerikansk skådespelare, ena halvan av komikerparet Cheech och Chong.
- 15 juli
  - Louise Edlind, svensk skådespelare och politiker (fp).
  - Linda Ronstadt, amerikansk sångerska.
  - Hassanal Bolkiah, sultan i Brunei.
- 16 juli – Barbara Lee, amerikansk demokratisk politiker.
- 17 juli – Jeffrey Holland, brittisk skådespelare.
- 18 juli
  - Rico Rönnbäck, svensk skådespelare.
  - Wayne Robson, kanadensisk skådespelare. (död 2011)
- 19 juli
  - Ilie Năstase, rumänsk tennisspelare.
  - Seppo Salo, finländsk matematiker. (död 2001)
- 20 juli – Randal Kleiser, amerikansk filmregissör.
- 22 juli
  - Jim Edgar, amerikansk republikansk politiker, guvernör i Illinois 1991–1999.
  - Danny Glover, amerikansk skådespelare.
  - Mireille Mathieu, fransk sångerska.
  - Paul Schrader, amerikansk filmregissör och manusförfattare.
- 23 juli – Andy Mackay, brittisk musiker, medlem i Roxy Music.
- 27 juli
  - Toktar Aubakirov, kosmonaut från Kazakstan.
  - Donald Evans, amerikansk politiker och affärsman, handelsminister 2001–2005.
- 30 juli – Neil Bonnett, amerikansk racerförare. (död 1994)

#### Augusti
- 3 augusti – Jack Straw, brittisk politiker, inrikesminister 1997–2001 och utrikesminister 2001–2006.
- 7 augusti – Helena Döse, svensk hovsångerska.
- 10 augusti
  - Markku Huhtamo, finländsk skådespelare.
  - Juha Plunt, svensk musiker.
- 11 augusti – Óscar Berger, president i Guatemala från 2004.
- 14 augusti
  - Susan Saint James, amerikansk skådespelare.
- 15 augusti
  - Anders Mellbourn, svensk journalist och statsvetare.
  - Tony Robinson, brittisk skådespelare.
- 17 augusti – David W. Evans, amerikansk demokratisk politiker, kongressledamot 1975–1983.
- 19 augusti – Bill Clinton, amerikansk politiker, USA:s president 1993–2001.
- 20 augusti – Ralf Hütter, tysk musiker, sångare i Kraftwerk.
- 23 augusti – Keith Moon, brittisk musiker, trummis i The Who. (död 1978)
- 25 augusti – Larry LaRocco, amerikansk demokratisk politiker, kongressledamot 1991–1995.
- 26 augusti – Swede Savage, amerikansk racerförare. (död 1973)
- 28 augusti – Anders Gärderud, svensk löpare och sportkommentator i Sveriges Television.
- 29 augusti
  - Bob Beamon, amerikansk friidrottare.
  - Dimitris Christofias, cypriotisk president. (död 2019)
- 30 augusti – Anne-Marie, Greklands sista drottning.
- 31 augusti – Ann Coffey, brittisk parlamentsledamot för Labour.

#### September
- 1 september – Barry Gibb, brittisk sångare i The Bee Gees.
- 2 september
  - Paavo Väyrynen, finländsk centerpartistisk politiker.
  - Dan White, amerikansk politiker. (död 1985)
- 5 september
  - Anders Forsslund, svensk musikartist.
  - Freddie Mercury, brittisk musiker, sångare i Queen. (död 1991)
  - Loudon Wainwright III, amerikansk singer-songwriter.
- 14 september – Ron Lewis, amerikansk republikansk politiker, kongressledamot 1994–2009.
- 15 september
  - Tommy Lee Jones, amerikansk skådespelare.
  - Oliver Stone, amerikansk regissör, manusförfattare, producent och skådespelare.
  - 15 september – Ola Brunkert, svensk trummis. (död 2008)
- 21 september – Moritz Leuenberger, schweizisk politiker, president 2001 och 2006.
- 22 september – Dan Lungren, amerikansk republikansk politiker.
- 24 september – Jerry Donahue, amerikansk countrygitarrist, medlem i Hellecasters.
- 25 september – Johannes Brost, svensk skådespelare. (död 2018)
- 28 september – Jeffrey Jones, amerikansk skådespelare.
- 30 september
  - Jochen Mass, tysk racerförare. (död 2025)
  - Claude Vorilhon, ledare för raëlsekten, som propagerar för kloning.

### Fjärde kvartalet

#### Oktober
- 3 oktober – Biff Henderson, amerikansk krigsveteran och studieman i The Late Show with David Letterman.
- 4 oktober – Michael Mullen, amerikansk amiral, USA:s försvarschef 2007–2011.
- 6 oktober
  - Lloyd Doggett, amerikansk demokratisk politiker och jurist.
  - Fam Ekman, svensk konstnär och författare.
- 11 oktober – Oba Chandler, amerikansk mördare. (död 2011)
- 14 oktober – Peter Flack, svensk revyförfattare.
- 16 oktober – Ulf Ivar Nilsson, svensk författare och skämttecknare.
- 16 oktober – Naveen Patnaik, indisk politiker, chefsminister i Orissa.
- 17 oktober – Virgil Goode, amerikansk politiker, kongressledamot 1997–2009.
- 18 oktober – Howard Shore, kanadensisk filmmusikkompositör.
- 20 oktober – Elfriede Jelinek, österrikisk författare, nobelpristagare.
- 26 oktober
  - Kevin Barron, brittisk parlamentsledamot för Labour.
  - Boubacar Boris Diop, senegalesisk författare.
- 27 oktober – Ivan Reitman, kanadensisk filmproducent och regissör. (död 2022)
- 31 oktober – Stephen Rea, brittisk skådespelare.

#### November
- 2 november – Alan Jones, australisk racerförare.
- 4 november – Laura Bush, gift med George W. Bush.
- 5 november
  - Caroline Jackson, brittisk EU-parlamentariker.
  - Gram Parsons, amerikansk countryartist. (död 1973)
- 6 november
  - Sally Field, amerikansk skådespelare.
  - Viivi Luik, estnisk lyriker, essäist och romanförfattare.
- 8 november – Jan-Erik Emretsson, svensk skådespelare.
- 11 november – Corrine Brown, amerikansk demokratisk politiker, kongressledamot 1993–2017.
- 12 november – Krister Henriksson, svensk skådespelare.
- 14 november – Bonnie Zacherle, amerikansk illustratör och designer, skapare av My Little Pony.
- 16 november – Terence McKenna, amerikansk författare, filosof och sektledare. (död 2000)
- 18 november – Amanda Lear, brittisk sångare.
- 20 november – Duane Allman, amerikansk rock- och bluesmusiker. (död 1971)
- 23 november – Bobby Rush, amerikansk demokratisk politiker, kongressledamot 1993–2023.
- 24 november – Ted Bundy, amerikansk seriemördare. (död 1989)
- 25 november
  - Slim Borgudd, svensk racerförare. (död 2023)
  - Marika Lindström, svensk skådespelare.
- 30 november – Barbara Cubin, amerikansk republikansk politiker, kongressledamot 1995–2009.

#### December
- 1 december – Gilbert O'Sullivan, irländsk sångare och kompositör.
- 2 december – Gianni Versace, italiensk modeskapare. (död 1997)
- 5 december
  - Rodney Alexander, amerikansk politiker.
  - José Carreras, spansk operasångare.
- 9 december
  - Ahmadshah Abdullah, malaysisk politiker, överhuvud i Sabah. (död 2025)
  - Sonia Gandhi, indisk politiker, änka efter Rajiv Gandhi.
  - Ciro Rodriguez, mexikansk-amerikansk politiker.
- 11 december
  - Rhoma Irama, indonesisk sångare.
  - Ulf Isenborg, svensk skådespelare.
- 12 december
  - Emerson Fittipaldi, brasiliansk racerförare.
  - Ahmed Rami, svensk-marockansk författare, ansvarig för Radio Islam.
- 14 december
  - Patty Duke, amerikansk skådespelare. (död 2016)
  - Sanjay Gandhi, indisk politiker, son till Indira Gandhi. (död 1980)
  - Peter Lorimer, skotsk fotbollsspelare. (död 2021)
  - Stan Smith, amerikansk tennisspelare.
- 16 december
  - Benny Andersson, svensk musiker och låtskrivare, Abba.
  - Roland Sandberg, svensk fotbollsspelare.
- 18 december
  - Steve Biko, sydafrikansk antiapartheidaktivist. (död 1977)
  - Thomas Ryberger, svensk regissör och manusförfattare. (död 2002)
  - Steven Spielberg, amerikansk filmregissör.
- 20 december
  - Uri Geller, israelisk illusionist.
  - Peps Persson, svensk musiker. (död 2021)
  - John Spencer, amerikansk skådespelare. (död 2005)
- 21 december – Carl Wilson, amerikansk popmusiker, medlem av The Beach Boys. (död 1998)
- 24 december – Jeff Sessions, amerikansk republikansk politiker, senator 1997–2017 och USA:s justitieminister 2017–2018.
- 25 december
  - Jimmy Buffett, amerikansk countrysångare och låtskrivare. (död 2023)
  - Larry Csonka, amerikansk fotbollsspelare.
  - Stuart Wilson, brittisk skådespelare.
- 28 december
  - Mike Beebe, amerikansk demokratisk politiker, guvernör i Arkansas 2007–2015.
  - Charles Koroly, svensk-amerikansk regissör, scenograf och kläddesigner. (död 2017)
  - Edgar Winter, amerikansk musiker.
- 29 december
  - Marianne Faithfull, brittisk sångare. (död 2025)
  - Tim Johnson, amerikansk demokratisk politiker, senator. (död 2024)
  - Paul Trible, amerikansk republikansk politiker, senator 1983–1989.
- 30 december – Patti Smith, amerikansk musiker.
- 31 december – Mike Watson, brittisk rockmusiker.

## Avlidna

### Första kvartalet

#### Januari
- 3 januari – Karl Maria Wiligut, 79, tysk nazist.
- 10 januari – László Bárdossy, 55, ungersk diplomat och politiker, premiärminister 1941–1942, avrättad.
- 17 januari – Jenny Nyström, 91, svensk konstnär[12].

#### Februari
- 1 februari – Hans Bethge, 70, tysk litteraturvetare.
- 3 februari – Friedrich Jeckeln, 51, tysk nazistisk politiker, SS-Obergruppenführer, avrättad.
- 8 februari – Miles Mander, 57, brittisk skådespelare, regissör, manusförfattare, romanförfattare och pjäsförfattare.
- 13 februari –  Johan Thorne Holst, 78, norsk företagsledare, grundare av Freia och Marabou.
- 23 februari – Riley J. Wilson, 74, amerikansk demokratisk politiker, kongressledamot 1915–1937.
- 28 februari – Béla Imrédy, 54, ungersk politiker, premiärminister 1938–1939, avrättad.

#### Mars
- 2 mars – Fidél Pálffy, 50, ungersk adelsman och nazist, avrättad.
- 9 mars
  - William Wain Prior, 69, dansk generalmajor.
  - Tom Terral, 63, amerikansk demokratisk politiker, guvernör i Arkansas 1925–1927.
- 11 mars – Carl Lindhagen, 85, svensk socialdemokratisk riksdagsledamot, borgmästare i Stockholm[12].
- 12 mars
  - John M. Evans, 83, amerikansk demokratisk politiker, kongressledamot 1913–1921 och 1923–1933.
  - József Gera, 49, ungersk politiker, pilkorsman, avrättad.
  - Ferenc Szálasi, 49, ungersk politiker, pilkorsrörelsens ledare, Ungerns premiärminister 1944–1945, avrättad.
  - Gábor Vajna, 54, ungersk politiker, avrättad.
  - Károly Beregfy, 58, ungersk militär och politiker, avrättad.
- 22 mars – Clemens August von Galen, 68, tysk romersk-katolsk biskop och kardinal, saligförklarad.
- 24 mars – Aleksandr Alechin, 53, rysk schackspelare.
- 31 mars
  - Martin L. Davey, 61, amerikansk demokratisk politiker, guvernör i Ohio 1935–1939.
  - John Vereker, 6:e viscount Gort, 59, brittisk fältmarskalk.

### Andra kvartalet

#### April
- 8 april – Bo Gu, 38, kinesisk kommunistisk politiker, medlem i de 28 bolsjevikerna.
- 11 april – Richard Stenbeck, 82, svensk psykiater och ämbetsman.
- 12 april – Marian Zyndram-Kościałkowski, 54, polsk politiker.
- 21 april – John Maynard Keynes, 62, brittisk nationalekonom.
- 22 april – Harlan Fiske Stone, 73, amerikansk jurist, chefsdomare i USA:s högsta domstol.

#### Maj
- 2 maj – Steinar Jøraandstad, 42, norsk skådespelare och sångare.
- 7 maj – Ferdinand Boberg, 86, svensk arkitekt.
- 12 maj – Bertel Jung, 73, finländsk arkitekt.
- 15 maj – Karl Eberhard Schöngarth, 43, tysk SS-officer, avrättad.
- 22 maj
  - Karl Hermann Frank, 48, sudettysk nazistisk politiker, avrättad.
  - Isaac Grünewald, 56, svensk konstnär, flygolycka i Norge[12].
- 23 maj – Maria Anholm, 94, svensk kvinnosakskvinna, missionär och reseskildrare.
- 27 maj – Anna Olin, 64, svensk skådespelare.

#### Juni
- 1 juni
  - Ion Antonescu, 63, rumänsk militär och politiker, avrättad.
  - Hasse Zetterström, 69, svensk författare, kåsör och tidningsutgivare.
- 3 juni – Michail Kalinin, 70, sovjetisk politiker.
- 12 juni – John H. Bankhead II, 73, amerikansk politiker, senator 1931-1946.
- 23 juni – William S. Hart, 81, amerikansk skådespelare.
- 25 juni – Albert H. Roberts, 77, amerikansk demokratisk politiker, guvernör i Tennessee 1919–1921.

### Tredje kvartalet

#### Juli
- 4 juli – Jenny Wanda Barkmann, 24, tysk krigsförbrytare, avrättad.
- 6 juli – Ulla Billquist, 38, svensk populärsångerska.
- 13 juli – Alfred Stieglitz, 82, amerikansk fotograf.
- 14 juli – Arthur Greiser, 49, tysk nazistisk politiker, avrättad.
- 17 juli – Draža Mihailović, 53, serbisk general.
- 19 juli – Sture Baude, 56, svensk skådespelare.
- 24 juli – Arthur R. Gould, 89, amerikansk republikansk politiker, senator 1926–1931.
- 27 juli – Gertrude Stein, 72, amerikansk kulturpersonlighet, avantgarde-författare.

#### Augusti
- 2 augusti – Andrej Vlasov, 44, rysk militär, avrättad.
- 13 augusti – H.G. Wells, 79, brittisk författare av science fiction.
- 22 augusti – Döme Sztójay, 63, ungersk fascistisk politiker, premiärminister 15 mars – 29 augusti 1944 (avrättad).
- 24 augusti – James Clark McReynolds, 84, amerikansk politiker och jurist, domare i USA:s högsta domstol 1914–1941.
- 28 augusti – Frederick Lambart Cavan, 80, brittisk fältmarskalk.
- 29 augusti – John Steuart Curry, 48, amerikansk konstnär.

#### September
- 30 september – Anders Boman, 46, svensk skådespelare och biografdirektör.
- 6 september – John I. Cox, 90, amerikansk demokratisk politiker och jurist, guvernör i Tennessee 1905–1907.
- 13 september – Amon Göth, 37, tysk SS-officer, avrättad.
- 21 september – Miles Poindexter, 78, amerikansk politiker och jurist, senator 1911–1923.
- 27 september – Svante Bergh, 60, svensk konstnär.

### Fjärde kvartalet

#### Oktober
- 6 oktober – Per Albin Hansson, 60, svensk socialdemokratisk politiker, Sveriges statsminister 1932–1936 och sedan 1936[12].
- 15 oktober – Hermann Göring, 53, tysk nazistisk riksmarskalk, självmord med gift för att undvika dödsstraff[6].
- 16 oktober
  - Granville Bantock, 78, brittisk kompositör.
  - Ebba Bernadotte, 87, svensk prinsessa.
  - Hans Frank, 46, tysk nazistisk politiker, avrättad.
  - Wilhelm Frick, 69, tysk nazistisk politiker, avrättad.
  - Alfred Jodl, 56, tysk nazistisk generalöverste, avrättad.
  - Ernst Kaltenbrunner, 43, österrikisk SS-general (Obergruppenführer), avrättad.
  - Wilhelm Keitel, 64, tysk militär, avrättad.
  - Joachim von Ribbentrop, 53, tysk nazistisk politiker, utrikesminister 1938–1945, avrättad.
  - Alfred Rosenberg, 53, tysk nazistisk politiker, avrättad.
  - Fritz Sauckel, 51, tysk nazistisk arbetsledare, avrättad.
  - Arthur Seyss-Inquart, 54, österrikisk nazist, generalguvernör i Nederländerna, avrättad.
  - Julius Streicher, 61, tysk nazistisk politiker, avrättad.
- 23 oktober – Kurt Daluege, 49, tysk nazistisk politiker och polischef, avrättad.
- 25 oktober – Rudolf Walden, 67, finländsk industriman och militär.

#### November
- 1 november – Nils Ekstam, 57, svensk skådespelare.
- 9 november – Gabriel Alw, 56, svensk skådespelare.
- 14 november – Manuel de Falla, 69, spansk tonsättare.
- 24 november – László Moholy-Nagy, 51, ungersk skulptör, målare, formgivare och fotograf.
- 26 november – Albert G. Schmedeman, 82, amerikansk demokratisk politiker och diplomat, guvernör i Wisconsin 1933–1935.
- 30 november – Gustav Noske, 78, tysk politiker.

#### December
- 15 december – Josiah Bailey, 73, amerikansk demokratisk politiker, senator 1931–1946.
- 25 december – W.C. Fields, 66, amerikansk komiker.

## Nobelpris[26]
- Fysik – Percy W Bridgman, USA
- Kemi
  - James Sumner, USA
  - John Northrop, USA
  - Wendell Stanley, USA
- Medicin – Hermann Joseph Muller, USA
- Litteratur – Hermann Hesse, Schweiz
- Fred
  - Emily Greene Balch, USA
  - John R Mott, USA

### Fotnoter
1. ↑  ”World Statesmen”. http://www.worldstatesmen.org/Mongolia.htm.
2. 1 2 3 4 5 6 7 8  Faktakalendern 2000 – 1946 (Utlandet) , Semic, 1999
3. 1 2 3  Faktakalendern 2000 – 1946 (Sverige), 1999
4. ↑  Himmelstedt, Bernt, 20:e århundradets När Var Hur - 1946, Forum, 1999.
5. ↑  Sverige 1900-talet – 1917, NE, Bra Böcker, 2000
6. 1 2 3 4 5 6 7 8 9 10 11 12 13 14  20:e århundrades När Var Hur – 1946, Bernt Himmelstedt, Forum, 1999
7. 1 2 3 4 5  Sverige 1900-talet – 1946, NE, Bra Böcker, 2000
8. 1 2 3 4 5 6  100 år med Aftonbladet – 1946, 1999
9. ↑  Faktakalendern 2000 – 1946 (Utlandet), Semic 1999
10. ↑  "Year by Year 1946" – History Channel International
11. ↑  ”World Statesmen”. http://www.worldstatesmen.org/Syria.html.
12. 1 2 3 4 5 6 7 8 9 10 11 12 13 14 15 16 17 18 19  Hundra år i Sverige – 1946, Hans Dahlberg, Albert Bonniers, 1999
13. ↑  Wezel, Fritz (1 oktober 1948). ”Pestalozzi Children Village at Trogen”. Unesco. http://unesdoc.unesco.org/images/0014/001442/144223eb.pdf. Läst 23 november 2010.
14. ↑  Faktakalendern 1996, Semic, 1995
15. ↑  75 år Sverige, Carl-Adam Nycop, Bokförlaget Bra böcker, 1976, sidan 148
16. ↑  ”World Statesmen (läst 3 april 2011)”. http://www.worldstatesmen.org/German_States1918.htm#Nordrhein-Westfalen.
17. ↑  Sverige 1900-talet – Sverige mellan tyskt och amerikanskt, NE, Bra Böcker, 2000
18. ↑  75 år Sverige, Carl-Adam Nycop, Bokförlaget Bra böcker, 1976, sidan 151 - Tage Erlander tar vid"
19. ↑  ”World Statesmen (läst 3 april 2011)”. http://www.worldstatesmen.org/German_States1918.htm#Niedersachsen.
20. ↑  Sverige 1900-talet – Med svenskheten i högsätet, NE, Bra Böcker, 2000
21. ↑  ”USA:s militära insatser i utlandet”. Arkiverad från originalet den 12 oktober 2011. https://www.webcitation.org/62NCLaa95?url=http://www.history.navy.mil/library/online/forces.htm.
22. ↑  ”Narkotika”. Arkiverad från originalet den 24 maj 2011. https://web.archive.org/web/20110524131828/http://members.fortunecity.com/simulatorsmusicsite/droger/narkotika.htm.
23. ↑  ”FOA - 1947”. http://www.foa.dk/Forbund/Om-FOA/FOAs-historie/1940erne/Husassistenternes%20Forbund%20aendrer%20navn.
24. ↑  Sverige 1900-talet – Med flyttlass till folkhemmet, NE, Bra Böcker, 2000
25. ↑  Sverige 1900-talet – Sweden, the Middle Way?, NE, Bra Böcker, 2000
26. ↑  ”Nobelpriset”. https://www.nobelprize.org/prizes/lists/all-nobel-prizes/. Läst 10 april 2011.